# Kongō
Kongō (金剛, "uudslettelig", opkaldt efter Kongō-bjerget var et krigsskib i den Kejserlige japanske flåde under 1. og 2. Verdenskrig. Det var den første slagkrydser i Kongō-klassen, som var blandt de tungest bevæbnede skibe, da den blev bygget. Den blev tegnet af den britiske skibsingeniør George Thurston. Kølen blev lagt i 1911 i Barrow-in-Furness i Storbritannien af Vickers Shipbuilding Company. Kongō var det sidste japanske slagskib, som blev bygget udenfor Japan. Det blev taget i brug i 1913, og patruljerede ud for Kinas kyst under 1. Verdenskrig.
Kongō gennemgik to store ombygninger. I 1929 ombyggede den kejserlige japanske flåde det til et slagskib ved at forstærke pansringen og forbedre motoren og forøge hastigheden. I 1935 blev overbygningen ombygget totalt, hastigheden øget og der blev installeret katapulter til flyvebåde. Da den ikke var hurtig nok til at følge med Japans voksende flåde af hangarskibe blev Kongō omklassificeret til et hurtigt slagskib. Under den anden kinesisk-japanske krig opererede Kongō ud for kysten af det kontinentale Kina inden den blev overført til Tredje slagskibsdivision i 1941. I 1942 var den en del af Sydlige styrke under forberedelsen af slaget om Singapore.
Kongō deltog i mange store søslag i Stillehavskrigen under 2. verdenskrig. Den dækkede den japanske hærs ambifielandgang i Britisk Malaya, som er en del af vore dages Malaysia) og i Hollandsk Ostindien (nu Indonesien) i 1942, inden den kom i kamp med amerikanske styrker under slaget om Midway og slaget om Guadalcanal. Igennem 1943 lå Kongō det meste af tiden i Truk lagunen i Carolinerne, i flådebasen i Kure nær Hiroshima), Sadebo flådebasen nær Nagasaki, og ved Linggaøerne, men blev indsat flere gange som reaktion på amerikanske hangarskibes luftangreb mod japanske øbaser i Stillehavet. Kongō deltog i slaget i det Filippinske hav og slaget om Leyte Gulf i 1944 (22.-23. oktober), hvor de angreb og sænkede amerikanske flådefartøjer i det sidste. Kongō blev torpederet og sænket af undervandsbåden USS Sealion mens den var på vej gennem Formosastrædet den 21. november 1944. Det var det eneste japanske slagskib, som blev sænket af en undervandsbåd under 2. Verdenskrig, og det sidste slagskib som blev sænket af en undervandsbåd i det hele taget.

## Udformning og bygning
Kongō var den første i den kejserlige japanske flådes Kongō-klasse slagkrydsere, som var næsten lige så store, dyre og velbevæbnede som slagskibe, men som gav køb på pansring til fordel for hastighed. Disse skibe blev tegnet af den britiske skibsingeniør George Thurston og blev bestilt i 1910 i forbindelse med den japanske hastelov om flådebyggeri efter ibrugtagningen af HMS Invincible i 1908. Disse fire slagkrydsere i Kongō klassen blev bygget så de kunne matche de slagkrydsere som de andre store flådemagter byggede på daværende tidspunkt, og de er blevet kaldt for slagkrydserudgaven af den britiske (tidligere osmanniske) slagskibe HMS Erin. Deres svære skyts bestod af 14 tommer flådekanoner og deres pansring, som udgjorde omkring 23,3% af deres samlede vægt i 1913, var langt overlegent i forhold til noget andet skib i den japanske flåde på daværende tidspunkt.
Kølen blev lagt i Barrow-in-Furness af Vickers Shipbuilding and Engineering den 17. januar 1911. Ifølge Japans kontrakt med Vickers, skulle det første skib i klassen bygges i Storbritannien, mens de øvrige skulle bygges i Japan. Kongō blev søsat den 18. maj og herefter flyttet til Portsmouth, England, hvor færdiggørelsen begyndte i midten af 1912. Alle dele, som blev anvendt i skibet, blev fremstillet i Storbritannien. Kongo var færdig den 16. april 1913.

### Bevæbning
Kongō's hovedskyts bestod af otte 14-tommers skibskanoner i fire dobbelttårne (To foran og to agter). Den amerikanske flådes efterretningstjeneste noterede sig, at tårnene "lignede de britiske 15-tommer tårne", med forbedringer med hensyn til gøre dem uigennemtrængelige for stikflammer. Hver af kanonerne kunne affyre højeksplosive og panserbrydende granater ud til en afstand af godt 35 km - ca. 2 i minuttet. I overensstemmelse med den japanske doktrin om at indsætte kraftigere skibe inden fjenden gjorde, var Kongō og dens søsterskibe de første i verden, som var udstyret med 14-tommer kanoner. I magasinerne var der granater til 90 salver og den forventede levetid på et kanonrør var på mellem 250 og 280 skud. I 1941 blev der indført særskilte farver blæk i de panserbrydende granater i de fireslagkrydsere i Kongō-klassen for at hjælpe ved målberegningen. Kongōs panserbrydende granater brugte rød farve.
Det sekundære skyts på Kongō bestod oprindelig af seksten 15 cm/kaliber 50 kanoner i enkeltkasematter, som alle var placeret midtskibs, otte 7,6 cm kanoner og otte undervands 53 cm torpedorør. ("kaliber 50" betyder at kanonrørets længde var 50 gange granatens bredde - dvs. 7,5 m.) Dens 15 cm skibskanoner kunne affyre fem eller seks granater i minuttet, og kanonrørene kunne holde til omkring 500 skud. 
15 cm/kaliber 50 kanonerne kunne affyre såvel antiluftskyts granater som granater mod mål på jorden, og end placeringen af disse kanoner gjorde det særdeles upraktisk at beskyde mål i luften. Under den anden ombygning blev de ældre 7,6 cm kanoner fjernet og udskiftet med 8 12,7 cm/kaliber 40 kanoner, som kunne afskyde mellem 8 og 14 skud i minuttet og holdt til mellem 800 og 1.500 granataffyringer. Blandt Kongō's kanoner var det 12,7 cm kanonerne, som var de mest alsidige, idet de kunne benytte antiluftskyts-, antiskibs- og lysgranater. Kongō var også udstyret med et stort antal 25 mm antiluftskyts maskinkanoner. I oktober 1944 var Kongōs sekundære skyts blevet ændret til otte 153 mm kanoner og 122 hurtigtskydende 25 mm antiluftskyts maskinkanoner.

## Tjenestetid

### 1913–1929: slagkrydser
Den 16. august 1913 var Kongō færdig og blev overdraget til den kejserlige japanske flåde. Tolv dage senere forlod skibet Portsmouth og satte kurs mod Japan. Den gjorde ophold i Singapore fra 20.-27. oktober inden den ankom til flådestationen i Yokosuka den 5. november, hvor den blev overført til første reserve. I januar 1914 ankrede den op ved flådebasen i Kure for at få kontrolleret kanonerne. Den 3. august erklærede det Tyske kejserrige krig mod Frankrig, og invaderede herefter Belgien, hvilket udløste krigen på Vestfronten. Tolv dage senere afsendte Japan en advarsel til kejser Wilhelm 2. af Tyskland om at trække de tyske tropper tilbage fra deres base i Tsingtao i Kina. Da det tyske kejserrige ikke svarede, erklærede Japan Tyskland krig den 23. august og besatte de tidligere tyske besiddelser i Carolinerne, Palauøerne, Marshalløerne og Marianerne. Kongō blev hurtigt indsat i det centrale Stillehav for at afpatruljere det tyske kejserriges forbindelseslinjer til søs. Kongō vendte tilbage til havnen i Yokosuka den 12. september, og en måned senere blev den overført til første slagskibsdivision. I oktober sejlede Kongō og dens nye søsterskib Hiei til kinakysten for at støtte den japanske hærs enheder under belejringen af Tsingtao. Herefter vendte Kongō til flådehavnen i Sasebo ved Nagasaki for at få opgraderet sine søgelys. Den 3. oktober 1915 deltog Kongō og Hiei i sænkningen af det gamle russiske slagskib Imperator Nikolai I som et øvemål. Det var et russisk slagskib fra før Dreadnought, som var blevet erobret i 1905 under den russisk-japanske krig og havde siden gjort tjeneste i den japanske flåde. Da den britiske flåde havde besejret den tyske eskadre i Østasien i slaget ved Falklandsøerne i december 1914, var der ikke det store behov for flådeoperationer i Stillehavet. Kongō tilbragte resten af 1. verdenskrig enten på basen i Sasebo, eller på patrulje ud for Kinas kyst. I december 1918 efter våbenstilstanden der sluttede 1. verdenskrig, blev Kongō overført til 2. reserve. I april 1919 blev den udstyret med et nyt system til oversvømmelse af magasinerne med havvand.
Med afslutningen af 1. Verdenskrig og underskrivelsen af Washington flådetraktaten den 6. februar 1922, blev størrelsen af den japanske flåde underlagt en betydelig begrænsning i forholdet 5:5:3 mellem slagskibene i Storbritannien, De Forenede Stater og kejserriget Japan, idet den sidste kun havde ansvar for et ocean, i modsætning til de andre to landes to, og med færre krigsskibe til Frankrig og Italien. Denne traktat forbød også underskriverne at bygge nye slagskibe før 1931, og ingen slagskibe måtte måtte have et deplacement på mere end 36.000 ton. Under forudsætning af at nye tilføjelser ikke udgjorde mere end 3.000 ton deplacement var det tilladt at opgradere eksisterende slagskibe med forbedret anti-torpedo udstyr og pansrede hoveddæk. På det tidspunkt hvor Washington flådetraktaten var fuldt gennemført i Japan, var der kun tre klasser af slagskibe fra 1. Verdenskrig i tjeneste: Ise-klassen af slagskibe, Kongō-klassen af slagkrydsere og Fusō-slagskibene.
I april 1923 sejlede kejser Hirohito på officielt besøg til den japanske besiddelse Taiwan i Kongō. I november 1924 blev Kongo sat i dok ved Yokosuka, hvor der blev lavet modifikationer af dens hovedbevæbning, hvilket gjorde det muligt at hæve kanonløbene mere og den fik forbedrede ildledningssystemer. I 1927 gennemgik Kongō større ændringer i overbygningen, så den blev ombygget til en pagode-type for at gøre plads til det stigende antal ildledningssystemer til hovedbevæbningen. I maj 1928 blev styringen opgraderet inden skibet blev sat i reserve som forberedelse til en større ombygning og ændring i 1929–31.

### 1929–1935: Ombygning til slagskib
Da det i overensstemmelse med Washington traktaten var forbudt at bygge nye slagskibe indtil 1931, valgte Japan i stedet at opgradere deres gamle slagskibe og slagkrydsere fra 1. Verdenskrig. Fra september 1929 undergik Kongō en omfattende modernisering og ombygning i tørdok på Yokosuka flådebasen. I løbet af de næste to år blev Kongōs vandrette pansring ved magasinerne forstærket og maskinrummene i skroget fik bedre beskyttelse mod torpedoer. Anti-torpedo udposninger blev tilføjet langs vandlinjen, som det var tilladt i Washington traktaten. Den blev ombygget, så den kunne medtage tre Type 90 Model 0 vandflyvere, men fik ingen katapult monteret. For at forøge dens hastighed og motorkraft blev alle dens 36 Yarrow kedler fjernet og udskiftet med 16 nye kedler og der blev installeret Brown-Curtis direct-drive turbiner. Kongō's forreste skorsten blev fjernet og den anden skorsten blev forstørret og forlænget. Modifikationerne på skroget forøgede panserets vægt fra 6.6002 ton til 10.468 ton, hvilket var en overtrædelse af Washington flådetraktaten. I marts 1931, blev Kongō, som nu kunne skyde en fart af 29 knob, omklassificeret som slagskib.
Den 22. april 1930 underskrev Japan London flådetraktaten, som lagde yderligere begrænsninger på underskrivernes flådestyrker. Adskillige af de gamle slagskibe blev skrottet og inden nye slagskibe blev bygget i stedet. Efter mindre udrustningsarbejder blev genopbygningen af Kongō indledt i september 1929 og blev erklæret for afsluttet den 31. marts 1931. Den 1. december 1931, to måneder efter Japans invasion af Manchuriet, blev Kongō tildelt den 1. flåde og også udpeget til flagskib for den kombinerede flåde. Yderligere afstandsmålere og søgelys blev installeret i dens overbygning i januar 1932, og kommandør Nobutake Kondō overtog kommandoen over skibet i december. I 1933 blev der installeret fly-katapulter mellem de to kanontårne agter.
Den 25. februar 1933, efter en rapport fra Lytton kommissionen, besluttede Folkeforbundet at Japans invasion af Kina var en krænkelse af Kinas suverænitet. Da Japan nægtede at acceptere beslutningen trak landet sig ud af Folkeforbundet samme dag. Japan trak sig også straks ud af Washington flådetraktaten og London flådetraktaten, og fjernede således alle restriktioner på antallet og størrelsen af sine slagskibe. I november 1934 blev Kongō overført til 2. reserve som forberedelse til yderligere forandringer. Den 10. januar 1935 blev Kongō besøgt af den nazityske flådeattaché i Japan, kommandør Paul Wenneker, som led i en demonstration af kanonskydning.

### 1935–1941: Hurtigt slagskib
Den 1. juni gik Kongō i tørdok på Yokosuka flådestation som forberedelse til opgraderinger, der ville gøre det muligt for den at eskortere Japans voksende flåde af hangarskibe. Stævnen blev forlænget med 7,9 meter for at gøre den mere strømlinet, og dens 16 kedler blev pillet ud og udskiftet med 11 oliefyrede Kampon-kedler og nyere gearede turbiner. Desuden blev broen fuldstændig ombygget så den fik den japanske pagodeform, og der blev indbygget katapulter, der kunne bruges af tre Nakajima E8N eller Kawanishi E7K rekognoscerings- eller artilleriobservationsvandflyvere.
Kongō's pansring blev også opgraderet. Panserbæltet blev forstærket til en ensartet tykkelse på 20 cm fra en varierende tykkelse på mellem 15 og 20cm, og der blev også indbygget diagonale skotter i en dybde på mellem 12,5 og 20 cm for at forstærke hovedpanseret. Pansringen på kanontårnene blev forstærket til 25 cm, mens der blev tilføjet 10 cm til dele af dækpanseret. Beskyttelsen af Kongōs ammunitionsmagasiner blev også forstærket til 10 cm. Denne ombygning blev afsluttet den 8. januar 1937. Da den nu kunne sejle hurtigere end 30 knob, trods den betydelige forøgelse af dens deplacement, blev Kongō nu omklassificeret som et hurtigt slagskib.
I februar 1937 blev Kongō tildelt Sasebo flådedistriktet, og i december blev den underlagt Takeo Kurita i tredje slagskibsdivision. I april 1938 bombede to vandflyvere fra Kongō den kinesiske by Foochow under den anden kinesisk-japanske krig. Igennem 1938 og 1939 lå Kongō ud for den kinesiske kyst som støtte for den japanske hærs operationer i krigen. I november 1939 overtog kommandør Raizo Tanaka kommandoen over Kongō. Fra november 1940 til april 1941 fik Kongō stærkere pansrede kanonaffutager og ammunitionsrør mens ventilations og brandbekæmpelsesudstyr også blev forbedret. I august 1941 blev den tildelt 3. slagskibsdivision under ledelse af viceadmiral Gunichi Mikawa sammen med sine fuldt modificerede søsterskibe Hiei, Kirishima og Haruna.

### 1942: Indsats i begyndelsen af krigen
Kongō og Haruna afsejlede fra flådehavnen i Hashirajima den 29. november 1941 for at indlede Stillehavskrigen som en del af den sydlige (Malaya) styrkes hovedstyrke under overordnet kommando af viceadmiral Nobutake Kondō. Den 4. december 1941 ankom hovedstyrken ud for kysten af det sydlige Thailand og nordlige Malaya som forberedelse til invasionen af Thailand og den malaysiske halvø fire dage senere. Da Storbritanniens "Force Z" — der bestod af slagskibet Prince of Wales og slagkrydseren Repulse — hurtigt blev besejret af Japans landbaserede fly fra det sydlige Vietnam, trak Kongōs kampgruppe sig tilbage fra malaysisk farvand. Kampgruppen forlod senere Indokina i tre dage i midten af december for at beskytte en konvoj med forstærkninger på vej til Malaya, og igen den 18. december for at dække den japanske hærs landgang i på Luzon i Filippinerne. Hovedstyrken afgik fra Cam Ranh Bay i Fransk Indokina den 23. december med kurs mod Taiwan, hvortil den ankom to dage senere. I januar 1942, gav Kongō og de tunge krydsere Takao og Atago fjernestøtte for luftangreb på Ambon Island.
Den 21. februar fik Kongō selskab af Haruna, fire hurtige hangarskibe, fem tunge krydsere og talrige støtteskibe som forberedelse til "Operation J", Japans invasion af Hollandsk Ostindien. Den 25. februar gav 3. slagskibsdivision dækning af luftangreb på øen Java. Kongō bombarderede Juleøen ud for Australiens vestkyst den 7. marts 1942 og vendte herefter tilbage til Staring-baai, hvor den var på vagt i 15 dage. I april 1942 sluttede Kongō sig til fem store hangarskibe i angreb mod Colombo og Trincomalee på Ceylon. Efter ødelæggelsen af de svære britiske krydsere HMS Dorsetshire og HMS Cornwall den 5. april 1942 rykkede denne flådestyrke mod sydvest for at opspore resten af den britiske fjernøstflåde, som dengang var under ledelse af Admiral James Somerville. Den 9. april opdagede en af Harunas rekognosceringsfly HMS Hermes syd for Trincomalee. Samme dag sænkede japanske luftangreb hangarskibet, og Kongō blev angrebet, men ikke ramt af britiske middelsvære bombefly. Efter at have fjernet den britiske fjernøstenflådes offensive muligheder vendte 3. slagskibsdivision tilbage til Japan. Kongō nåede frem til Sasebo den 22. april. Fra 23. april til 2. maj var skibet i tørdok for at få ændret sin bestykning af antiluftskyts.
Den 27. maj 1942 afsejlede Kongō med Hiei og de svære krydsere Atago, Chōkai, Myōkō og Haguro som en del af admiral Nobutake Kondōs invasionsstyrke i slaget om Midway. Efter det katastrofale tab af fire af den kombinerede flådes hurtige hangarskibe den 4. juni 1942 trak Kondōs styrke sig tilbage til Japan. Den 14. juli blev den udpeget til flagskib i den omstrukturerede 3. slagskibsdivision. I august var Kongō i tørdok ved Kure for at få installeret overflade radar og yderligere afstandsmålere. I september afsejlede Kongō sammen med Hiei, Haruna, Kirishima, tre hangarskibe og et stort antal mindre krigsskibe som svar på U.S. Marine Corps's landgang på Guadalcanal i Salomonøerne. Den 20. september blev denne flådestyrke beordret tilbage til flådebasen ved Truk i det centrale Stillehav, nord for ækvator.
I kølvandet på Slaget ved Kap Esperance valgte den japanske hær at forstærke sine tropper på Guadalcanal. For at beskytte deres transportkonvoj mod fjendtlige luftangreb sendte admiral Isoroku Yamamoto Haruna og Kongō med en eskorte bestående af en let krydser og ni destroyere afsted for at bombardere den amerikanske flyveplads Henderson Field. På grund af deres høje fart kunne disse to slagskibe bombardere flyvepladsen og nå at trække sig tilbage inden de blev udsat for luftangreb fra enten landbaserede fly eller amerikanske hangarskibe. Om natten mellem 13. og 14. oktober bombarderede disse to slagskibe området ved Henderson Field fra en afstand af omkring 14½ km. De affyrede 973 356 mm højeksplosive granater. I den mest vellykkede japanske slagskibsindsats under krigen, lykkedes det bombardementet at beskadige begge landingsbaner kraftigt, ødelægge næsten alt marinekorpsets flybrændstof og ødelægge eller beskadige 48 af marinekorpsets 90 krigsfly samt at dræbe 41 marinesoldater. En stor japansk troppe- og forsyningskonvoj nåede frem til Guadalcanal den følgende dag.
Under Slaget ved Santa Cruz-øerne den 26. oktober 1942 blev Kongō angrebet af fire TBF Avenger torpedobombefly, men blev ikke ramt. I midten af november ydede slagskibet og andre krigsskibe fjerndækning under det fejlslagne japanske forsøg på igen at bombardere Henderson Field og levere yderligere forstærkninger til Guadalcanal. Den 15. november 1942, efter det japanske nederlag og sænkningen af Hiei og Kirishima under Søslaget ved Guadalcanal, vendte 3. slagskibsdivision tilbage til Truk, hvor den blev i resten af 1942.

### 1943: Flytning mellem baser
I løbet af 1943 kom Kongō ikke i kamp mod fjenden. I slutningen af januar 1943 deltog den i "Operation Ke" som en del af en afledning mens japanske destroyere evakuerede hæren fra Guadalcanal. Mellem den 15. og 20. februar 1943 blev 3. slagskibsdivision overført fra Truk til flådebasen ved Kure. Den 27. februar blev Kongō sendt i tørdok for at få opgraderet sit antiluftskyts med tilføjelsen af to tripel 25 mm kanonaffutager og fjernelse af to af dens 152 mm kanontårne, mens der blev tilføjet mere betonbeskyttelse nær styregrejerne. Den 17. maj 1943, som svar på den amerikanske hærs invasion af Attu, afsejlede Kongō sammen med  Musashi, 3. slagskibsdivision, to hangarskibe, to krydsere og ni destroyere. Tre dage senere opdagede den amerikanske undervandsbåd USS Sawfish denne flådestyrke, men kunne ikke angribe den. Den 22. maj 1943 ankom flådestyrken til Yokosuka, hvor den fik selskab af yderligere tre hangarskibe og to lette krydsere. Denne styrke blev opløst, da den amerikanske hær erobrede Attu inden de fornødne forberedelser til et modangreb var blevet afsluttet.
Den 17. oktober 1943 forlod Kongō igen Truk som del af en større flådestyrke, der bestod af fem slagskibe, tre hangarskibe, otte tunge krydsere, tre lette krydsere og et stor antal destroyere. De afsejlede som svar på den amerikanske flådes luftangreb på Wake Island. De to styrker kom ikke i kontakt og japanerne vendte tilbage til Truk den 26. oktober 1943. Den forlod snart Truk til fordel for hjemlige farvande, og den 16. december 1943 ankom Kongō til Sasebo for genudrustning og træning i indlandshavet.

### 1944: Kamp og tab
I januar 1944 var Kongō i tørdok for at for ændret sit antiluftskyts. Fire 152 mm kanoner og et par dobbelte 25-mm maskinkanoner blev fjernet og erstattet med fire 127 mm kanoner og fire tripel 25 mm maskinkanoner. 3. slagskibsdivision afsejlede fra Kure den 8. marts 1944 og ankom til Lingga den 14. marts. Divisionen blev her og trænede indtil den 11. maj 1944. Den 11, maj 1944 afsejlede Kongō og admiral Ozawas mobile flåde fra Lingga mod Tawitawi, hvor de fik selskab af viceadmiral Takeo Kuritas "Styrke C". Den 13. juni afsejlede Ozawa's mobile flåde fra Tawitawi med kurs mod Marianerne. Under Slaget i det Filippinske hav eskorterede Kongō de hurtige japanske hangarskibe og forblev uskadt under modangreb fra de amerikanske hangarskibsfly den 20. juni. Da det kom tilbage til Japan blev der tilføjet 13 tripel og 40 enkelte 25-mm kanonaffutager til dets anti-luftskyts, så der var over 100 affutager. I august blev yderligere to 152 mm kanoner fjernet og yderligere 18 maskinkanoner installeret. 
I oktober 1944 afsejlede Kongō fra Lingga som forberedelse til "Operation Sho-1", Japans modangreb under slaget om Leyte Gulf, det største flådeslag i historien. Den 24. var Kongō uskadt efter flere nære forbiere fra amerikanske hangarskibsfly i slaget i Sibuyanhavet. Den 25. oktober under slaget ved Samar angreb Kongō — som en del af admiral Kuritas centrale styrke - den amerikanske flådes "Taffy 3", en kampgruppe bestående af eskortehangarskibe og destroyere. Det lykkedes den at ramme eskorthangarskibet Gambier Bay og destroyerne Hoel og Heermann med mange granater. Kl. 9.12 sænkede den eskortedestroyeren Samuel B. Roberts. Efter et intenst forsvar fra de amerikanske skibe, som sænkede tre tunge japanske krydsere, valgte admiral Kurita at trække sig tilbage, og afsluttede slaget. Under tilbagetrækningen blev Kongō beskadiget af fem tætte forbiere fra angribende fly. Flåden ankom til Brunei den 28. oktober.
Den 16. november efter at amerikanske luftangreb på Brunei afsejlede Kongō sammen med Yamato, Nagato og resten af 1. flåde fra Brunei mod Kure som forberedelse til en større reorganisering af flåden og reparation af kampskader. Den 20. november sejlede de ind i Formosastrædet. Kort efter midnat den 21. november fik undervandsbåden USS Sealion radarkontakt til flåden fra en afstand af 40 km. Efter at kommet i stilling kl. 2.45 affyrede Sealion seks bov-torpedoer mod Kongō efterfulgt af tre after-torpedoer mod Nagato femten minutter senere. Et minut efter at den første salve var afskudt kunne man se to af torpedoerne ramme Kongō i bagbords side, mens en tredje sænkede destroyeren Urakaze med alle ombord. Torpedoerne oversvømmede to af Kongōs kedelrum, men den kunne stadig sejle med 16 knob. Klokken 5 havde den sagtnet farten til 11 knob og fik tilladelse til at forlade flåden og søge havn i Keelung på Formosa sammen med destroyerne Hamakaze og Isokaze som eskorte.
Indenfor et kvarter efter at den havde forladt hovedstyrken havde Kongō en slagside på 45° og lækken var ude af kontrol. Kl. 5.18 mistede skibet al kraft og der blev givet ordre til at forlade skibe. Kl. 5.24 mens evakueringen var i gang eksploderede det forreste magasin og det sprængte skib sank hurtigt med tab på over 1.200 af besætningen, inklusiv lederen af 3. slagskibsdivision og skibets kaptajn. Eskortedestroyerne Hamakaze og Isokaze reddede 237 overlevende.
Kongō menes at være sunket på 100 meters dybde omkring 55 sømil nordvest for Keelung. Det var det ene af kun tre britiskbyggede slagskibe, som blev sænket af undervandsbåde under 2. Verdenskrig. De andre to var HMS Royal Oak og HMS Barham.